# Fets de la Gleva
Els Fets de la Gleva es refereixen al combat lliurat entre les tropes catalanes i les tropes borbòniques el 3 de febrer de 1714, i la posterior massacre de presoners de guerra catalans ocorreguda al santuari de La Gleva (Les Masies de Voltregà) el 4 de febrer de 1714, durant la Guerra dels catalans (1713-1714), la darrera campanya militar de la Guerra de Successió Espanyola a Catalunya.

## Antecedents
El 14 de març de 1713 a Utrecht els plenipotenciaris de Carles d'Àustria firmaren el «Conveni per a l'evacuació de Catalunya». Aquest tractat fou ratificat el 22 de juny de 1713 pels representants de Felip V i Carles d'Àustria en el «Conveni de l'Hospitalet», que establia la fi de la guerra per l'1 de juliol de 1713. Però malgrat el tractat els Tres Comuns de Catalunya —institucions d'autogovern catalanes— convocaren una Junta General de Braços de Catalunya que el 9 de juliol de 1713 proclamà unilateralment que continuaven la guerra contra Felip V i contra França. Evacuades les tropes austriacistes, ocupada quasi tota Catalunya per les tropes borbòniques, i reduïts els resistents a Barcelona, els Tres Comuns alçaren ràpidament l'exèrcit de Catalunya nomenant-ne per general comandant Antonio de Villarroel.
Davant la resistència dels catalans, pel desembre de 1713 la situació s'havia tornat crítica per a Felip V davant la imminent bancarrota que amenaçava les seves arques. Per evitar la bancarrota el primer ministre de Felip V Jean Orry ordenà a l'intendent de l'exèrcit borbònic José Patiño de recaptar, fos com fos, impostos a Catalunya. El pagament de 750.000 pesos s'havia de cobrar de forma fraccionada cada quinze dies, motiu pel qual l'impost de guerra va rebre el nom de «quinzenades». Que el rei decretés impostos a Catalunya suposava una gravíssima vulneració de les Constitucions catalanes, ja que aquestes consagraven que aquesta potestas només la podien exercir les Corts de Catalunya, no el rei.
Davant l'evidència de la falsedat que Felip V respectaria les seves constitucions la pagesia catalana va esclatar a la revolta de les quinzenades. Començant a Sant Martí Sarroca, l'aixecament es propagà per tota la ruralia de l'interior: la crida al sometent al crit de «Via fora, lladres !» fou seguida per multitud de viles generalitzant-se els assassinats a les petites guarnicions allí destacades i les emboscades contra els destacaments borbònics que protegien als recaptadors de l'impost. L'historiador borbònic Vicente Bacallar no va dubtar a acusar el ministre Orry d'haver provocat tal desastre assenyalant que «Jean Orry gravó cuanto le fue posible, con nunca vistos impuestos, el Principado».

## Fets de la Gleva

### El combat
En una data no determinada del mes de gener del 1714 els recaptadors borbònics anaren a Sant Hipòlit de Voltregà i d'altres viles de zona per a cobrar-hi les contribucions, l'impost de guerra. Amb les armes a la mà els vilatans s'enfrontaren als recaptadors borbònics i en diferents llocs els prengueren 89 cavalls. El coronel d'infanteria Antoni Desvalls i de Vergós, marquès del Poal, comandant suprem de totes les tropes catalanes que lluitaven a l'exterior de Barcelona ordenà el 27 de gener al capità de cavalleria aragonès Juan de Casanova que es dirigís amb un esquadró de 30 cavalls a la vila de Sant Hipòlit de Voltregà a fi de recolzar-hi els vilatans sollevats.
El 3 de febrer, arribat a La Gleva el capità Juan de Casanova va reunir-hi fins a 1.200 vilatans enviats pels batlles dels seus pobles per aixecar sometents i preparar la defensa contra la previsible ofensiva borbònica. Poc després li arribà la notícia que el mariscal de camp borbònic José Carrillo de Albornoz, comte de Montemar, havia arribat a Vic, ciutat sotmesa pels borbònics, i havia ordenat al cabdill botifler Ambròs que amb els seus homes tallés els passos propers a Sant Hipòlit per evitar que les tropes catalanes poguessin retirar-se mentre ell preparava el cos principal de les tropes borbòniques per atacar-los frontalment. El capità Juan de Casanova informà de la situació al capità Josep Cararac i de Solà, fill de la localitat propera de Sant Martí de Sescorts i veterà de la guerra, ja que havia servit en el Reial Exèrcit de Carles d'Àustria en el regiment de La Reina. Veient que els havien tallat la retirada pels camins, i que no hi havia cap altra escapatòria possible més que fugir cap a la muntanya peu amunt, el capità Casanova i el veterà capità d'infanteria Josep Cararac acordaren que aquest darrer amb 300 vilatans es faria fort a la vila de La Gleva a fi de cobrir la retirada per la muntanya de la resta de sometents. El capità Casanova es comprometé que en tres dies retornaria amb el gruix de les tropes catalanes a les ordres del marquès del Poal per a rescatar-los. En aquest temps, mentre acabaven d'organitzar les tropes i els preparatius per a la defensa, les tropes borbòniques del mariscal comte de Montemar envestiren La Gleva i, en la confusió de la retirada, només restaren a la vila 120 homes amb el capità Cararac, mentre el capità Casanova amb 58 cavalls va enfrontar-se amb les tropes borbòniques el temps suficient perquè els vilatans, en nombre de fins a 1.400, travessessin la plana i fugissin per la muntanya.

### La massacre de la Gleva

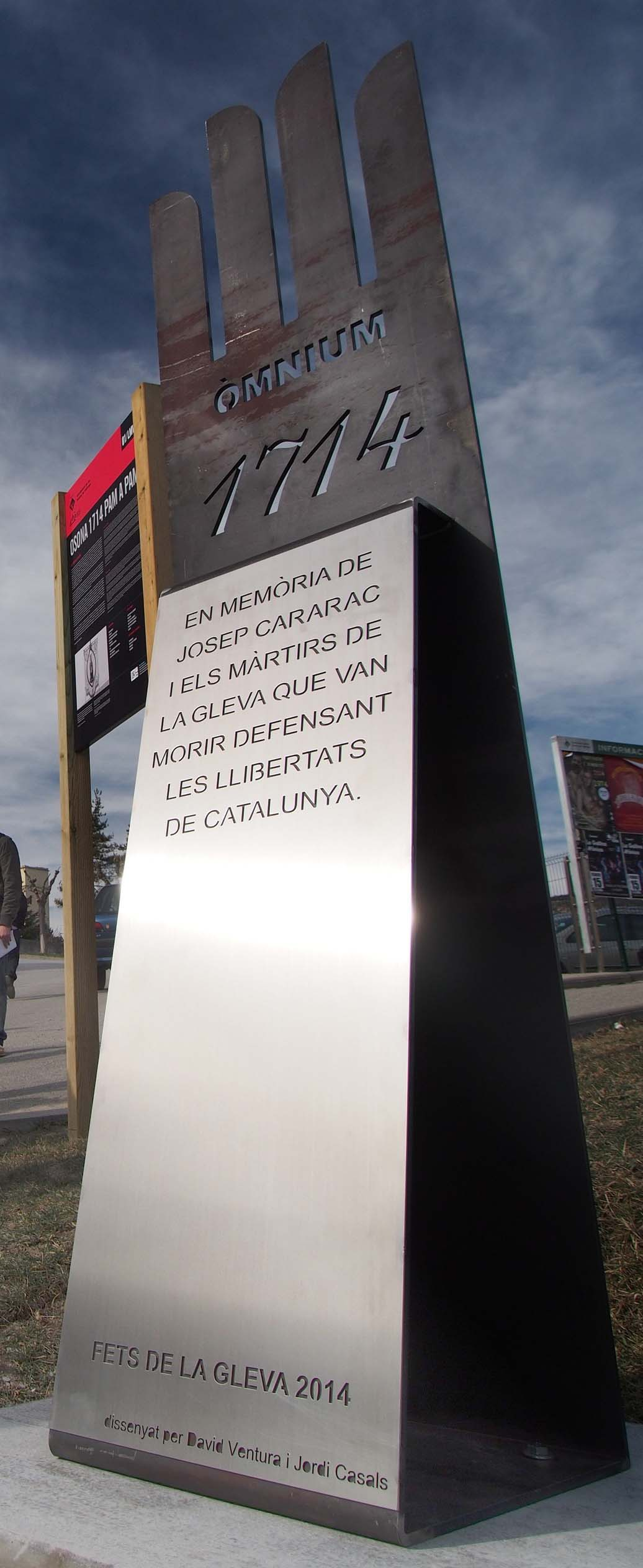
Memorial de guerra pels màrtirs de La Gleva (1714). Patrocinat per Òmnium Cultural i dissenyat per David Ventura i Jordi Casals, hi ha la inscripció següent: «En memòria de Josep Cararac i els màrtirs de La Gleva que van morir defensant les Llibertats de Catalunya. Fets de La Gleva 2014.»

El capità Cararac, en trobar-se amb menys homes dels que havia previst, no va poder defensar les cases i pujà al pla del santuari de La Gleva, una posició elevada des de la que podia defensar-se amb més seguretat. Seguidament ordenà fortificar la posició i construir parapets. Els homes sota les ordres del capità Cararac es mantingueren tota la tarda del 3 de febrer defensant la posició, però l'endemà, 4 de febrer, mentre estava reconeixent la línia de defensa, ja que temia que les tropes borbòniques hi construïssin fornells per a enfonsar-les i atacar-los, va ser mort d'un tret. Mort el capità Cararac, tota la resta del dia 4 de febrer quedà com a comandant el capità Rata, de Sant Hipòlit de Voltregà. Havent perdut el veterà capità Cararac i sentint-se abandonats, el rector de Sant Hipòlit i el capellà que residia a La Gleva persuadiren els vilatans que es rendissin i que permetessin que s'apropessin dos oficials borbònics amb els quals podrien pactar una capitulació de paraula; les condicions que obtingueren els dos clergues foren les següents: que respectessin la vida dels vilatans, que no els despullessin, ni els demanessin documentació, i que fossin commutats en el primer canvi de presoners de guerra que hi hagués. El capità Rata aconseguí escapar-se sense ser descobert aprofitant la foscor de la nit del 4 al 5 de febrer. El 5 de febrer de matinada arribaren amb pressa 4.000 homes sota les ordres del marquès del Poal; les tropes catalanes atacaren el destacament borbònic que restava a Sant Hipòlit de Voltregà per a socórrer els assetjats al santuari de la Gleva, mentre el gruix de tropes borbòniques es mantenia a resguard a l'altra banda del riu després d'haver incendiat la població. Però aleshores ja era massa tard; un cop rendits i desarmats, les tropes borbòniques havien traït la bona fe i la paraula donada als religiosos de Sant Hipòlit: entre 100 i 120 vilatans presos de guerra havien estat degollats.

## Venjança per la massacre de La Gleva
Durant la sublevació del gener del 1714 també havia tingut lloc el combat de Balsareny. Després del combat dos batallons borbònics sencers del Regiment d'Infanteria de León s'havien rendit a les tropes catalanes. Els soldats castellans presoners eren conduïts a la fortalesa de Cardona per a ser-hi empresonats, però de camí un destacament borbònic començà a perseguir la columna amb l'esperança d'alliberar els soldats borbònics captius. El comandant del destacament filipista envià a dir a les tropes catalanes que custodiaven els presos que estava tan a prop que els agafaria a tots i els faria penjar com els havia succeït als de La Gleva. Informats d'aquesta manera d'allò que havia succeït a La Gleva, les tropes catalanes que custodiaven els presos borbònics començaren a dir «Morin aquests, puix els nostres foren morts», i tots els presos de guerra castellans foren assassinats en venjança per la massacre que abans havien comès els borbònics a La Gleva.

## Homenatge als màrtirs de La Gleva
El 6 de febrer de 2011 l'Associació Òmnium Cultural del Voltreganès organitzà la primera commemoració dels Fets de la Gleva. En l'esmentada commemoració els organitzadors havien convidat diverses associacions de miquelets i trabucaires a fi de realitzar salves d'honor en memòria dels assassinats per les tropes borbòniques el 4 de febrer del 1714, però la Subdelegada del Govern espanyol a Catalunya, Montserrat García Llovera, al·legant un informe de la Guàrdia Civil, denegà el permís administratiu i prohibí que es realitzés cap salva d'honor en homenatge als cent vint patriotes màrtirs de la Gleva.
L'informe de la Guàrdia Civil es basava en la disposició legal que tan sols permet disparar salves quan es tracti de festes tradicionals catalanes, deixant així a criteri de la Guàrdia Civil el fet de decidir què és una festa tradicional i què no ho és. Finalment l'acte commemoratiu es realitzà i tingué el suport massiu del veïns del Voltreganès, mentre que les salves d'honor prohibides pel govern espanyol foren substituïdes per un minut de silenci. Arran d'aquesta prohibició el president de la Coordinadora de Trabucaires de Catalunya denuncià la creixent campanya persecutòria de la Guàrdia Civil, i es queixà que «La Guàrdia Civil no és qui ha de decidir quines són les festes tradicionals catalanes».